# Зид
Зид је чврста конструкција, која ограничава, а понекад и брани део простора. Најчешће зид ограничава зграду или други објекат дели на просторије, те брани или дели слободна пространства. Градња зида служи за два циља: подупирање плафона и кровова и дељење простора ради одбране од продора у њега или од временских услова. Танки зидови се називају преградним и они нису носећи, већ су ношени у конструкцији објеката.
За градњу зидова се употребљавају различити материјали. У прошлости је најчешће употребљаван камен, дрво или опека, а у савременом добу је камен најчешће замењен бетоном или панелним префабрикатима.

## Изградња зида
Намена зидова у зградама је подршка крововима, подовима и плафонима; ограђивање простора као дела омотача зграде заједно са кровом како би зграда добила форму; и да се обезбеди заклон и сигурност. Поред тога, зид може да садржи различите врсте комуналних водова као што су електричне инсталације или водовод. Зидне конструкције спадају у две основне категорије: урамљени зидови или масивни зидови. У уоквиреним зидовима оптерећење се преноси на темељ преко стубова или клинова. Уоквирени зидови најчешће имају три или више одвојених компоненти: структурне елементе (као што су 2×4 стубови у зиду куће), изолацију и завршне елементе или површине (као што су гипсани зидови или панели). Масивни зидови су од чврстог материјала укључујући циглу, бетон што обухвата клесарску конструкцију, грађевину од трупаца, конструкцију од врпци, ћерпић, набијену земљу, клип, конструкцију од земљаних врећа, флаше, лименке, конструкцију од бала сламе и леда. Зидови могу, али и не морају бити оловни. Зидови морају бити у складу са локалним грађевинским и/или пожарним прописима.
Постоје три основне методе којима зидови контролишу продор воде: складиштење влаге, дренажна облога или облога са заптивеним лицем. Складиштење влаге је типично за зграде од камена и цигле у којима се влага апсорбује и ослобађа од зидова саме конструкције. Дренирана облога позната и као заштићени зидови узима у обзир да ће влага продрети у облогу, тако да баријера за влагу као што је кућни омотач или филц папир унутар облоге пружа другу линију одбране, а понекад дренажна равнина или ваздушни отвор омогућавају пут влази да се спусти и изађите из зида. Понекад је вентилација обезбеђена као додатак равни дренаже, као што је конструкција за заштиту од кише. Заптивно лице која се такође назива преградни зид или савршена баријера има облогу која се ослања на одржавање површине облоге без цурења. Примери заптивне облоге су рани системи за завршну обраду спољашње изолације, структурално застакљивање, плоче обложене металом и валовити метал.

### Зидна завеса
У архитектури и грађевинарству, зидне завесе се односе на фасаду зграде која није носива, већ пружа декорацију, завршну обраду, фронт, лице или историјско очување.

### Преградни зид
Преградни зид је обично танак зид који се користи за одвајање или поделу просторије, првенствено већ постојеће. Преградни зидови обично нису носиви и могу се направити од многих материјала, укључујући челичне плоче, цигле, тканину, пластику, гипсане плоче, дрво, блокове од глине, теракоту, бетон и стакло.
Неки преградни зидови су од стаклених плоча. Стаклени преградни зидови су серија појединачних плоча од каљеног стакла монтираних у дрвеном или металном оквиру. Могу се окачити или клизити дуж робусне алуминијумске плафонске шине. Систем не захтева употребу подног водича, што омогућава лак рад и непрекидан праг.
Зидне преграде се могу направити помоћу перли и траке која се или качи са плафона или фиксира у земљу. Панели се убацују у траг и фиксирају. Неке варијације зидних преграда одређују њихову отпорност на ватру и акустичне перформансе.

### Противпожарни зид
Противпожарни зидови су отпорни на ширење ватре унутар или понекад између структура како би се обезбедила пасивна заштита од пожара. Задржавање у ширењу ватре даје станарима више времена да побегну, а ватрогасцима више времена да угасе ватру. Неки противпожарни зидови дозвољавају склопове прозора отпорних на ватру, и направљени су од незапаљивог материјала као што су бетон, цементни блок, цигла или ватроотпорни суви зид. Врата на противпожарним зидовима морају да буду од материјала отпорних на ватру. Противпожарни зидови пружају различиту отпорност на ширење ватре (нпр. један, два, три или четири сата). Противпожарни зидови такође могу да делују као баријере против дима када се граде вертикално од плоче до кровне палубе и хоризонтално од спољашњег зида до спољашњег зида деле зграду на делове.

## Зидови у популарној култури
У серијалу Песма леда и ватре Џорџа Р. Р. Мартина и његовој телевизијској адаптацији Игра престола, зид игра више важних улога: као колосално утврђење, направљено од леда и утврђено магичним чаролијама; као културна баријера; а као кодификација претпоставки. Пробијање зида, коме је дозвољено да га пређе, а коме не, и његово рушење имају важне симболичке, логистичке и друштвено-политичке импликације у причи. Наводно висок преко 700 стопа и широк 100 лига (300 миља) дели северну границу царства Седам краљевстава од домена дивљих животиња и неколико категорија немртвих који живе изван ње.
Историјски зидови
У примеру из стварног живота, Берлински зид, који је изградио Совјетски Савез да подели Берлин на зоне окупације НАТО-а и Варшавског пакта, постао је светски симбол угњетавања и изолације.